# Zoologischer Garten Krakau
Koordinaten: 50° 3′ 16,5″ N, 19° 51′ 11,5″ O

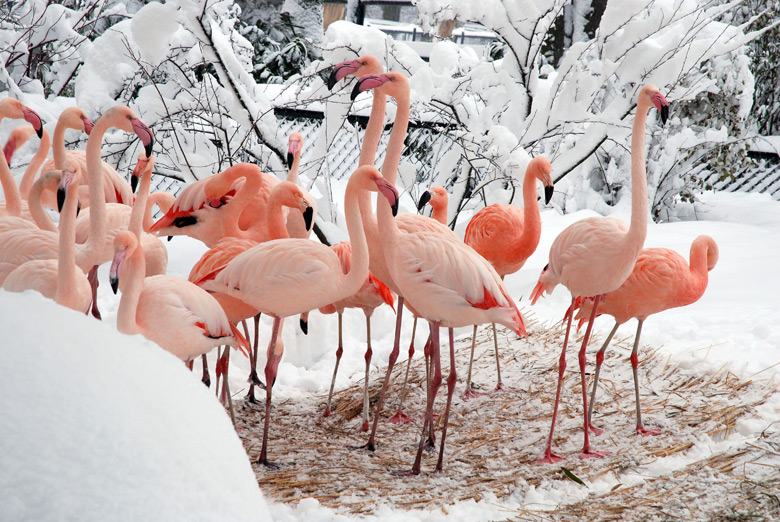
Flamingos

Der Zoologischer Garten Krakau (polnisch Krakowski Ogród Zoologiczny) ist ein Zoo im Wolski-Wald in der Stadt Krakau. Mit einer Fläche von ca. 20 Hektar ist er einer der größten Zoos Polens. Gezeigt werden circa 1500 Tiere in über 260 Arten.